# تومه سیسله
تومه سیسله (عبری: תומר סיסלי‎؛ زادهٔ ۱۴ اوت ۱۹۷۴) هنرپیشه، کمدین، فیلم‌نامه‌نویس و کارگردان فیلم اهل فرانسه-اسرائیل است. وی از سال ۱۹۹۶ میلادی تاکنون مشغول فعالیت بوده‌است.
از فیلم‌ها یا برنامه‌های تلویزیونی که وی در آن نقش داشته‌است می‌توان به ما میلرها هستیم، لارگو وینچ و لارگو وینچ ۲ اشاره کرد.